# 列宁奖

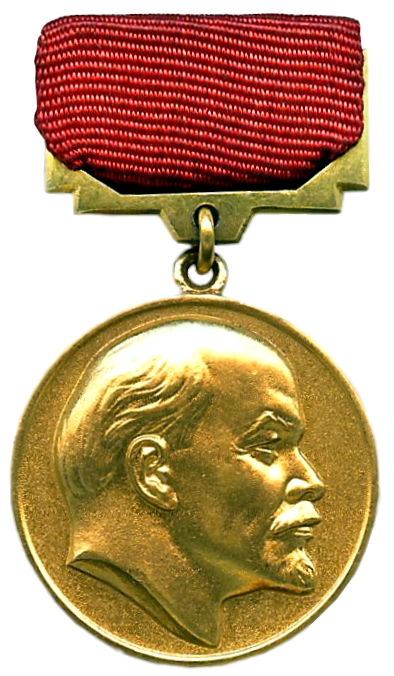
Lenin Prize badge

列宁奖（俄语：Ленинская премия）是在苏联享有最高声望的奖项之一，奖给科学、文学、艺术、建筑和技术的人才。1925年6月23日成立，直到1934年终止，1935至1956年未颁奖，1956年8月15日重新颁发，直到1991年苏联解体終止，每年4月22日，列宁的生日颁奖。该奖项后于2018年4月重新设立。
该奖项有别于奖给外国和平人士的列宁和平奖和斯大林/苏联国家奖。